# سلشته
سلشته (به مجاری:  Szeleste) یک شهرداری در مجارستان است که در واش واقع شده‌است. سلشته ۲۰٫۷۵ کیلومتر مربع مساحت و ۷۱۵ نفر جمعیت دارد.